# Романс в миноре
«Романс в миноре» (нем. Romanze in Moll) — немецкий художественный фильм 1943 года режиссёра Хельмута Койтнера. Премьера состоялась 25 июня 1943 года в Берлине. В основу сценария лёг рассказ «Драгоценности» Ги де Мопассана.

## Сюжет
Мадлен приняла яд. Вернувшись домой после вечерней игры в карты, её муж посчитал поначалу, что она уже спит. Только спустя некоторое время ему становится понятно, что его жена умирает. Он отвозит её в больницу. Чтобы оплатить медицинские расходы, он собирает всё ценное, что есть в доме, и относит в ломбард. Среди этих ценностей находится жемчужное ожерелье, которое он считал дешёвой имитацией, но в ломбарде он узнаёт, что жемчуг настоящий. Ему удаётся найти ювелира и выяснить, откуда у супруги появилось жемчужное ожерелье.
Композитор Михаэль наблюдал за Мадлен, разглядывавшей в окошке ювелира жемчужное ожерелье, и сразу влюбился в её улыбку. Встреча с молодой женщиной вдохновила композитора на создание музыкального произведения «Романс в миноре». В благодарность он подарил Мадлен жемчужное ожерелье, и после некоторых колебаний Мадлен стала его возлюбленной. Двойная жизнь Мадлен продолжалась несколько месяцев, и её супруг ничего не подозревал. Но отношения с Михаэлем не остались в тайне от окружения. О романе случайно узнал Виктор, начальник супруга Мадлен. Неравнодушный к Мадлен, он начал её шантажировать и преследовать. У Мадлен не осталось иного выхода, кроме как покончить с жизнью.

## В ролях
- Марианна Хоппе — Мадлен
- Пауль Дальке — муж Мадлен
- Фердинанд Мариан — Михаэль
- Зигфрид Бройер — Виктор